# Linea Aterazawa

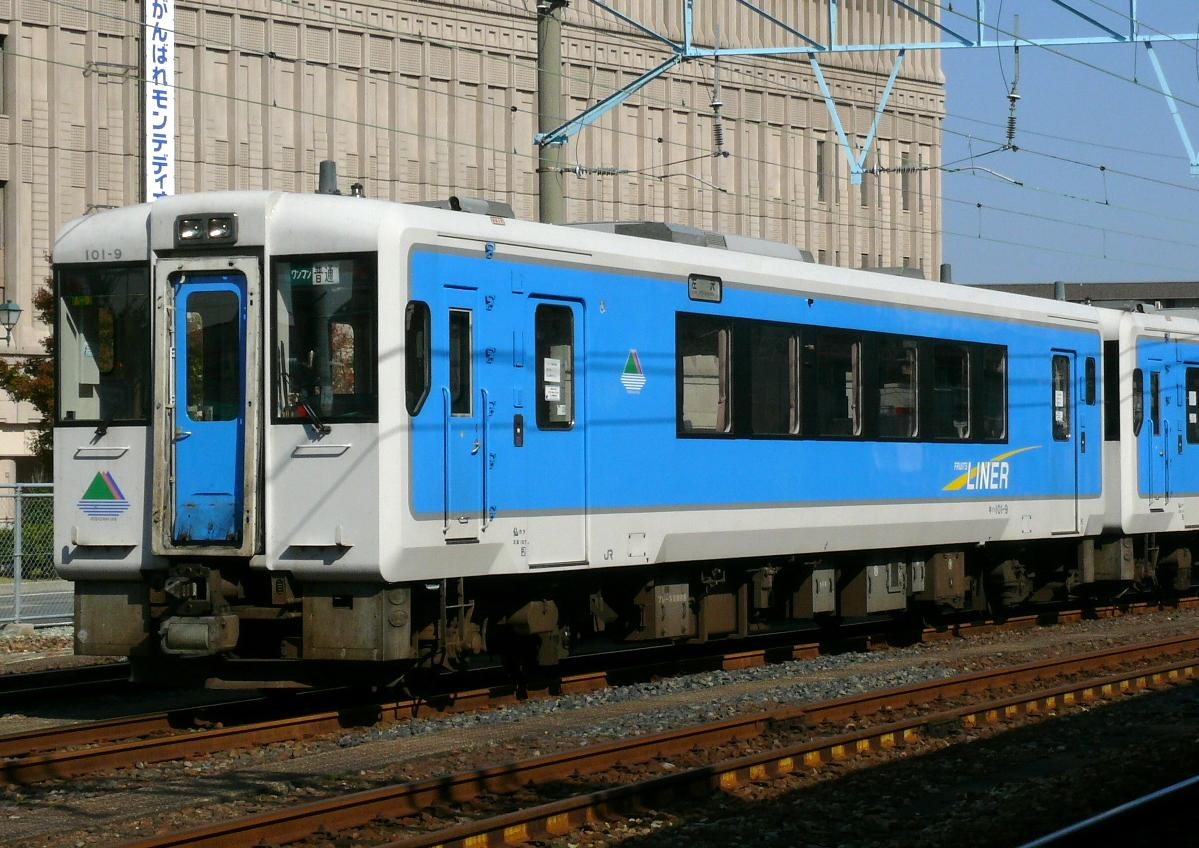
Treno della serie E101 in livrea Aterazawa

La linea Aterazawa (左沢線?, Aterazawa-sen) è una breve linea ferroviaria giapponese a carattere regionale gestita dalla JR East a scartamento ridotto che collega con 9 fermate intermedie le stazioni di Kita-Yamagata nella città di Yamagata e di Aterazawa, nella cittadina di Ōe, entrambe nella prefettura di Yamagata.

## Servizi
La linea, a traffico locale, ha per tutto il giorno treni locali con una frequenza di 1 per ora fino a Sagae, e un numero inferiore fino al capolinea di Aterazawa.

## Stazioni
- Tutte le stazioni si trovano nella prefettura di Yamagata.
- I treni fermano in tutte le stazioni
- I convogli possono incrociarsi in presenza di "◇", "v" e "^".
- La stazione di Yamagata ufficialmente non fa parte della linea, ma tutti i treni proseguono verso quest'ultima.

| Stazione       | Giapponese | Distanza | Distanza         | Collegamenti                                               |    | Posizione                |
| Stazione       | Giapponese | Interst. | Da Kita Yamagata | Collegamenti                                               |    | Posizione                |
| -------------- | ---------- | -------- | ---------------- | ---------------------------------------------------------- | -- | ------------------------ |
| Yamagata       | 山形       | -        | -1.9             | ■ Yamagata Shinkansen ■ Linea principale Ōu (per Yonezawa) | v  | Yamagata                 |
| Kita-Yamagata  | 北山形     | 1.9      | 0.0              | ■ Linea principale Ōu (per Shinjō) ■ Linea Senzan          | ◇  | Yamagata                 |
| Higashi-Kanai  | 東金井     | 3.1      | 3.1              |                                                            | ｜ | Yamagata                 |
| Uzen-Yamabe    | 羽前山辺   | 3.4      | 6.5              |                                                            | ◇  | Yamanobe Higashimurayama |
| Uzen-Kanezawa  | 羽前金沢   | 3.0      | 9.5              |                                                            | ｜ | Nakayama Higashimurayama |
| Uzen-Nagasaki  | 羽前長崎   | 1.5      | 11.0             |                                                            | ｜ | Nakayama Higashimurayama |
| Minami-Sagae   | 南寒河江   | 2.5      | 13.5             |                                                            | ｜ | Sagae                    |
| Sagae          | 寒河江     | 1.8      | 15.3             |                                                            | ◇  | Sagae                    |
| Nishi-Sagae    | 西寒河江   | 1.1      | 16.4             |                                                            | ｜ | Sagae                    |
| Uzen-Takamatsu | 羽前高松   | 2.9      | 19.3             |                                                            | ｜ | Sagae                    |
| Shibahashi     | 柴橋       | 3.0      | 22.3             |                                                            | ｜ | Sagae                    |
| Aterazawa      | 左沢       | 2.0      | 24.3             |                                                            | ｜ | Ōe Nishimurayama         |

## Materiale rotabile
- Automotrice diesel KiHa serie 100